# Copa Ramón Triana
La Copa Ramón Triana fue una competición futbolística, de España, creada por la Federación Castellana de Fútbol en la temporada 1943-44, en la que participaban clubes de la región castellana. Lleva el nombre del célebre jugador de fútbol Ramón Triana Arroyo, que militó en las filas de los dos equipos punteros de la capital, el Real Madrid y el Atlético de Madrid.
Las tres primeras ediciones la disputaron los equipos reservas de los clubes de categoría absoluta.
Entre las temporadas 1946-47 a 1951-52 no se celebraron torneos, para surgir de nuevo en la temporada 1952-53.
Desde la temporada 1952-53 hasta la de 1973-74, la Copa Ramón Triana la disputaban los segundos equipos o equipos aficionados de los clubes de categoría nacional y los clubes de la 1.ª Regional Ordinaria Castellana.
En la temporada 1974-75 los equipos Aficionados de los clubes de Categoría Nacional, pasan a formar parte definitivamente de la Categoría Regional Preferente, con ello adquieren el derecho al ascenso a Tercera División de España y categorías superiores.
En la temporada 1975-76, el campeón de la Copa Ramón Triana, es el equipo campeón de la Primera Regional Preferente Castellana.
El sistema de competición fue bastante variable, dependiendo de la participación de los equipos. En algunas ocasiones se disputaba en forma de liga en un grupo único, y el campeón resultaba ser el equipo ganador de dicha liga. En otras ocasiones, se dividían en dos grupos, y los campeones de dichos grupos, se disputaban la final a partido único o a doble partido.

## Temporadas
| Temporada         | Campeón                    | Resultado       | Subcampeón                   | Notas                                                                        |
| ----------------- | -------------------------- | --------------- | ---------------------------- | ---------------------------------------------------------------------------- |
| 1943-44           | Real Madrid C. F.          | -               | Atlético de Madrid           | Grupo único 12 equipos                                                       |
| 1944-45           | Atlético de Madrid         | Liga 10 equipos | Real Madrid C. F.            | Grupo único 10 equipos                                                       |
| 1945-46           | C. D. Toledo               | 6-1             | C. D. Fuyma                  | Final (07/07/1946) Estadio de Fuyma                                          |
| 1946-47 a 1951-52 | No se disputaron.          |                 |                              |                                                                              |
| 1952-53           | C. D. Marconi              | 3-2             | Real Aranjuez                | Dos grupos de 12 equipos cada uno. Final (24/05/1953) Estadio Chamartín      |
| 1953-54           | Atlético de Madrid Amateur | -               | Real Aranjuez                | Grupo único 8 equipos                                                        |
| 1954-55           | Real Madrid Amateur        | 1-0             | Atlético de Madrid Amateur   | Final (02/01/1955) Estadio Metropolitano. 2 Grupos de 8 equipos (16 equipos) |
| 1955-56           | Real Madrid Amateur        | 4-0             | Agromán C. F.                | Final (10/05/1956) Estadio Federación. 2 Grupos de 8 equipos (16 equipos)    |
| 1956-57           | Real Madrid Amateur        | -               | C. D. Manufacturas Metálicas | Grupo único 16 equipos                                                       |
| 1957-58           | Real Madrid Amateur        | -               | Atlético de Madrid Amateur   | Grupo único 5 equipos                                                        |
| 1958-59           | U. D. San Lorenzo          | -               | Real Madrid Amateur          | Grupo único 16 equipos                                                       |
| 1959-60           | Atlético de Madrid Amateur | -               | Real Madrid Amateur          | Grupo único 17 equipos                                                       |
| 1960-61           | Real Madrid Amateur        | -               | Atlético de Madrid Amateur   | Grupo único 16 equipos                                                       |
| 1961-62           | Real Madrid Amateur        | -               | Atlético de Madrid Amateur   | Grupo único 16 equipos                                                       |
| 1962-63           | Real Madrid Amateur        | -               | C. D. Toledo                 | Grupo único 16 equipos                                                       |
| 1963-64           | Real Madrid Amateur        | -               | C. D. Colonia Moscardó       | Grupo único 18 equipos                                                       |
| 1964-65           | Real Madrid Amateur        | -               | Real Aranjuez                | Grupo único 18 equipos                                                       |
| 1965-66           | Real Madrid Amateur        | -               | Atlético de Madrid Amateur   | Grupo único 18 equipos                                                       |
| 1966-67           | Real Madrid Amateur        | -               | Atlético de Madrid Amateur   | Grupo único 18 equipos                                                       |
| 1967-68           | Real Madrid Amateur        | -               | Atlético de Madrid Amateur   | Grupo único 18 equipos                                                       |
| 1968-69           | Real Madrid Amateur        | -               | U. D. Socuéllamos            | Grupo único 20 equipos                                                       |
| 1969-70           | Getafe Deportivo           | -               | Real Madrid Amateur          | Grupo único 20 equipos                                                       |
| 1970-71           | C. F. Calvo Sotelo         | -               | A. D. Plus Ultra             | 2 Grupos de 5 equipos                                                        |
| 1971-72           | Real Madrid Amateur        | -               | Rayo Vallecano Aficionados   | Grupo único 7 equipos                                                        |
| 1972-73           | Real Madrid Amateur        | -               | Atlético de Madrid Amateur   | Grupo único 6 equipos                                                        |
| 1973-74           | Atlético Valdemoro         | 2-1             | A. D. Arganda                | Final (02-07-1974). 2 Grupos de 5 y 7 equipos (12 equipos)                   |
| 1974-75           | A. D. Alcorcón             | 3-1 / 0-1       | R. S. D. Alcalá              | Final (08 y 15-06-1975). 2 Grupos de 6 equipos (12 equipos)                  |
| 1975-76           | C. D. Valdepeñas           | -               | C. D. Guadalajara            | Grupo único 18 equipos                                                       |

## Palmarés
| #  | Equipo                     | Títulos | Ediciones |
| -- | -------------------------- | ------- | --- |
| 1  | Real Madrid Amateur        | 15      | 1954-55, 1955-56, 1956-57, 1957-58, 1960-61, 1961-62, 1962-63, 1963-64, 1964-65, 1965-66, 1966-67, 1967-68, 1968-69, 1971-72, 1972-73 |
| 2  | Atlético de Madrid Amateur | 2       | 1953-54, 1959-60 |
| 3  | Real Madrid C. F.          | 1       | 1943-44 |
| 4  | Atlético de Madrid         | 1       | 1944-45 |
| 5  | C. D. Toledo               | 1       | 1945-46 |
| 6  | C. D. Marconi              | 1       | 1952-53 |
| 7  | U. D. San Lorenzo          | 1       | 1958-59 |
| 8  | Getafe Deportivo           | 1       | 1969-70 |
| 9  | C. F. Calvo Sotelo         | 1       | 1970-71 |
| 10 | Atlético Valdemoro         | 1       | 1973-74 |
| 11 | A. D. Alcorcón             | 1       | 1974-75 |
| 12 | C. D. Valdepeñas           | 1       | 1975-76 |